# Skarp-Juberget
Skarp-Juberget är ett naturreservat i Torsby kommun i Värmlands län.
Området är naturskyddat sedan 2007 och är 100 hektar stort. Reservatet omfattar branta västsluttningar av Skarp-Juberget ner till gränsen mot Norge. Reservatet består av brandpräglad barrskog med inslag av lövträd. 